# منطقة فريونغ - غرافناو
مِنْطَقَة فُريونغ - غرافناو (بالألمانية: Landkreis Freyung - Grafenau) هي دائِرَة أَلمانِيَّة تَّابعة لمُحافظة باڤارِيا السُّفلَى في وِلاَية باڤارِيا في جُمهُوريَّة أَلمَانيَا الاِتّحاديّة. تضُمّ مِنطقَة فُريونغ-غرافنآو ثلاث مُدُن، وثلاثة أَسواق، وتِسع عشرة بَلدَة بمِساحة تُقَدَّر بحَوالَي 985 كم².

## التّقسِيمات الإِدارِيّة
تضُمّ مِنطقَة فُريونغ - غرافنآو ثلاث مُدُن، وثلاثة أَسواق، وتِسع عشرة بَلدَة بمِساحة تُقَدَّر بحَوالَي 985 كم². وهي كالتَّالي:

## معرض الصور

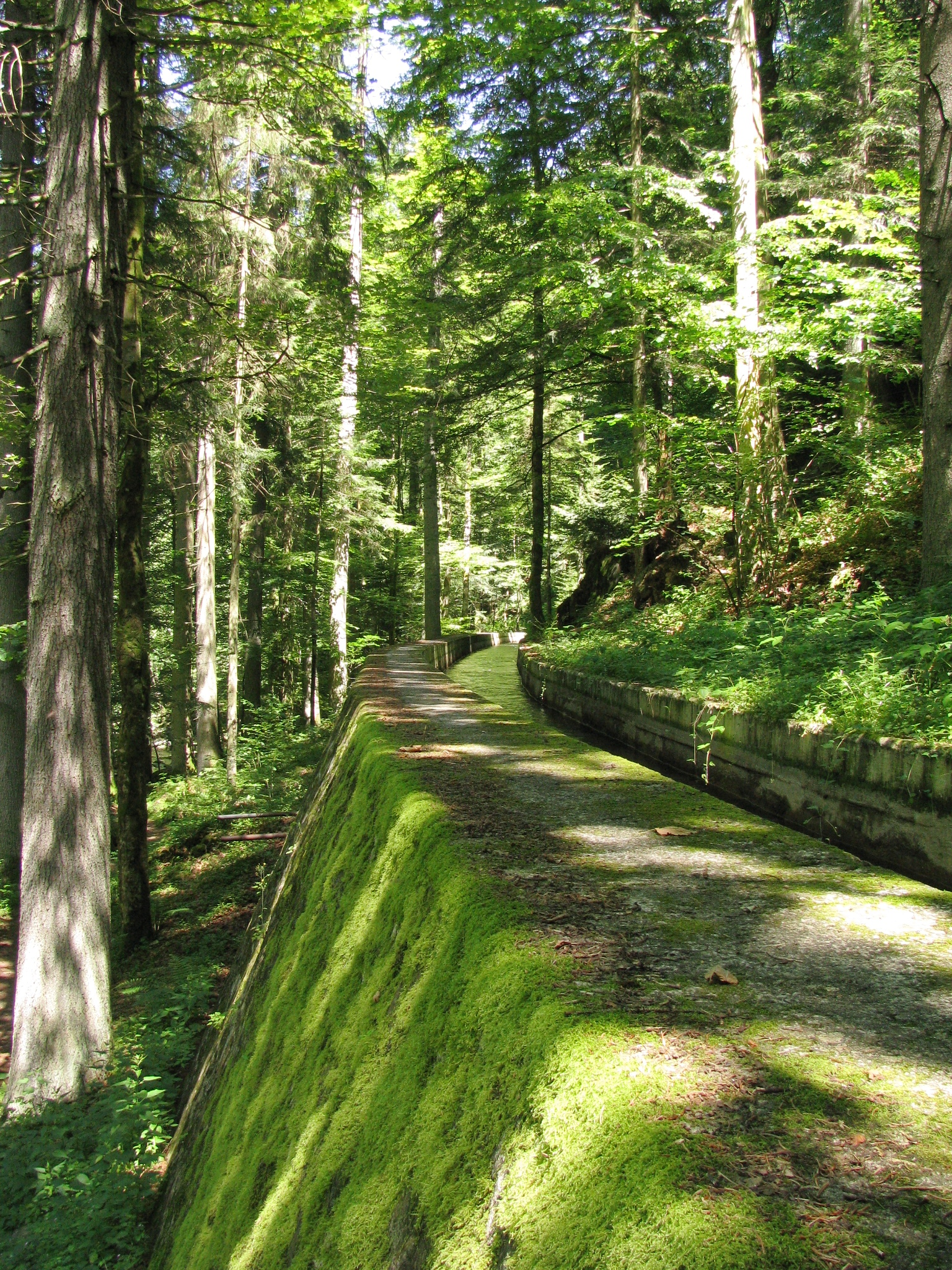
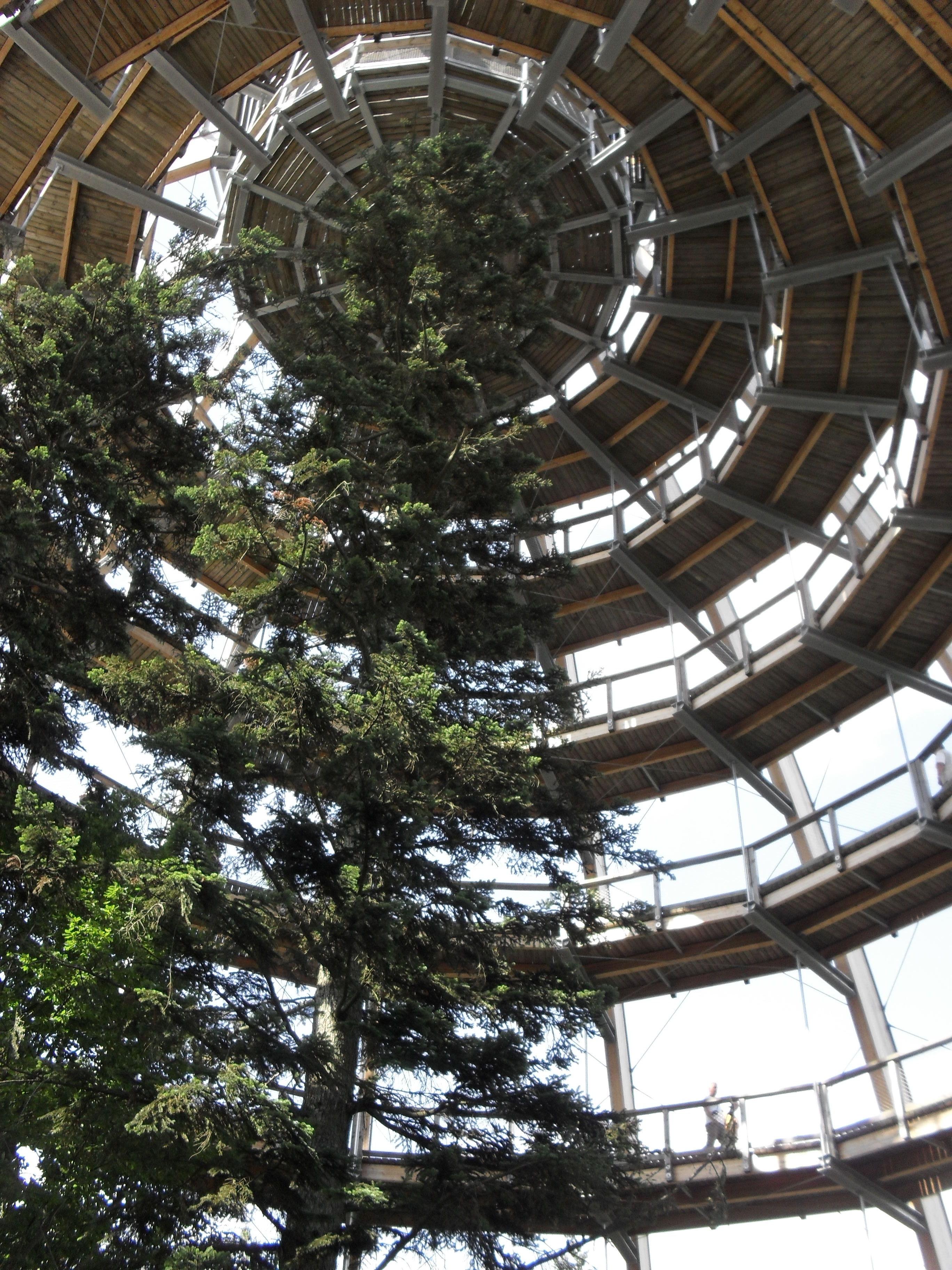
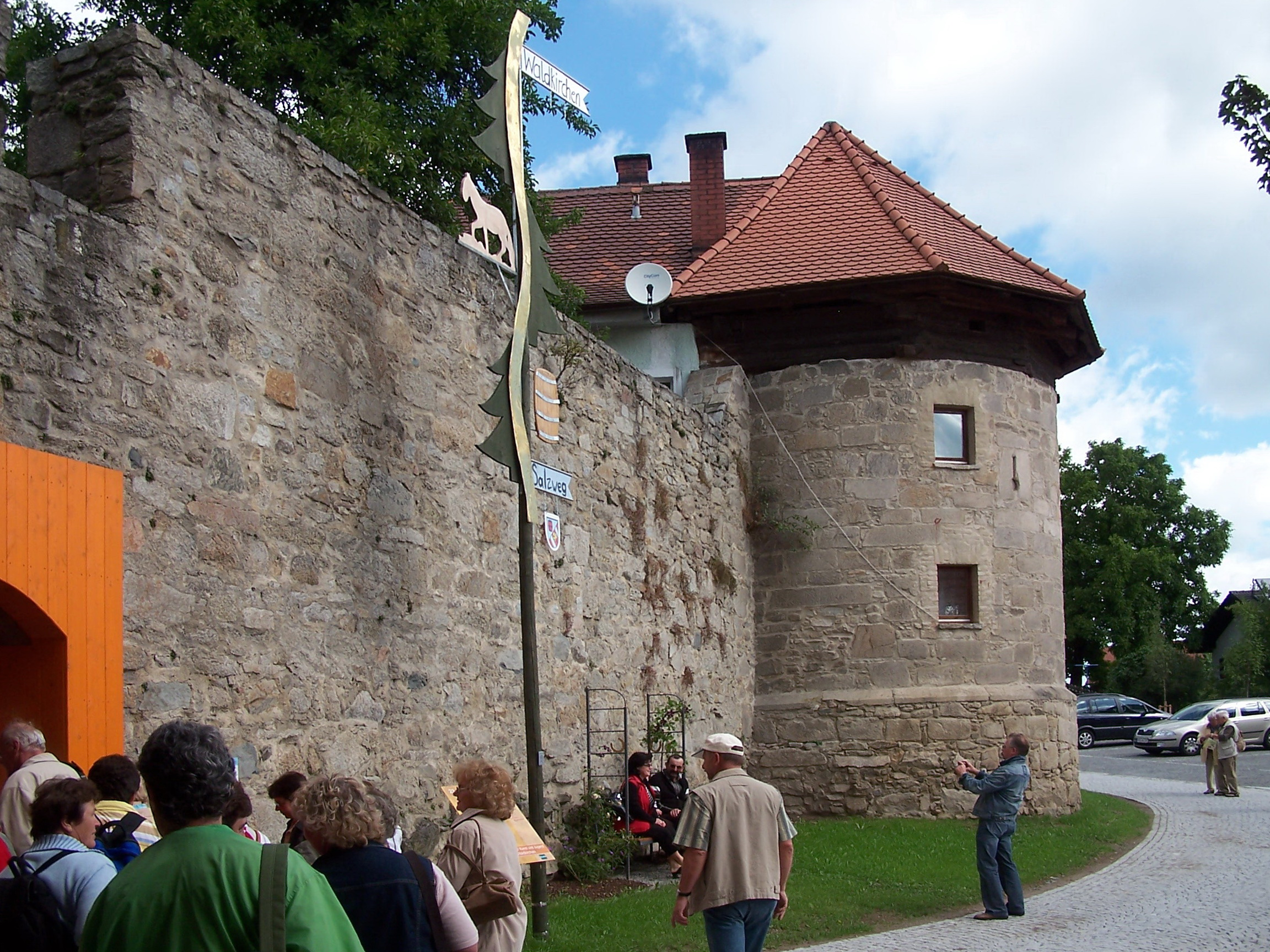
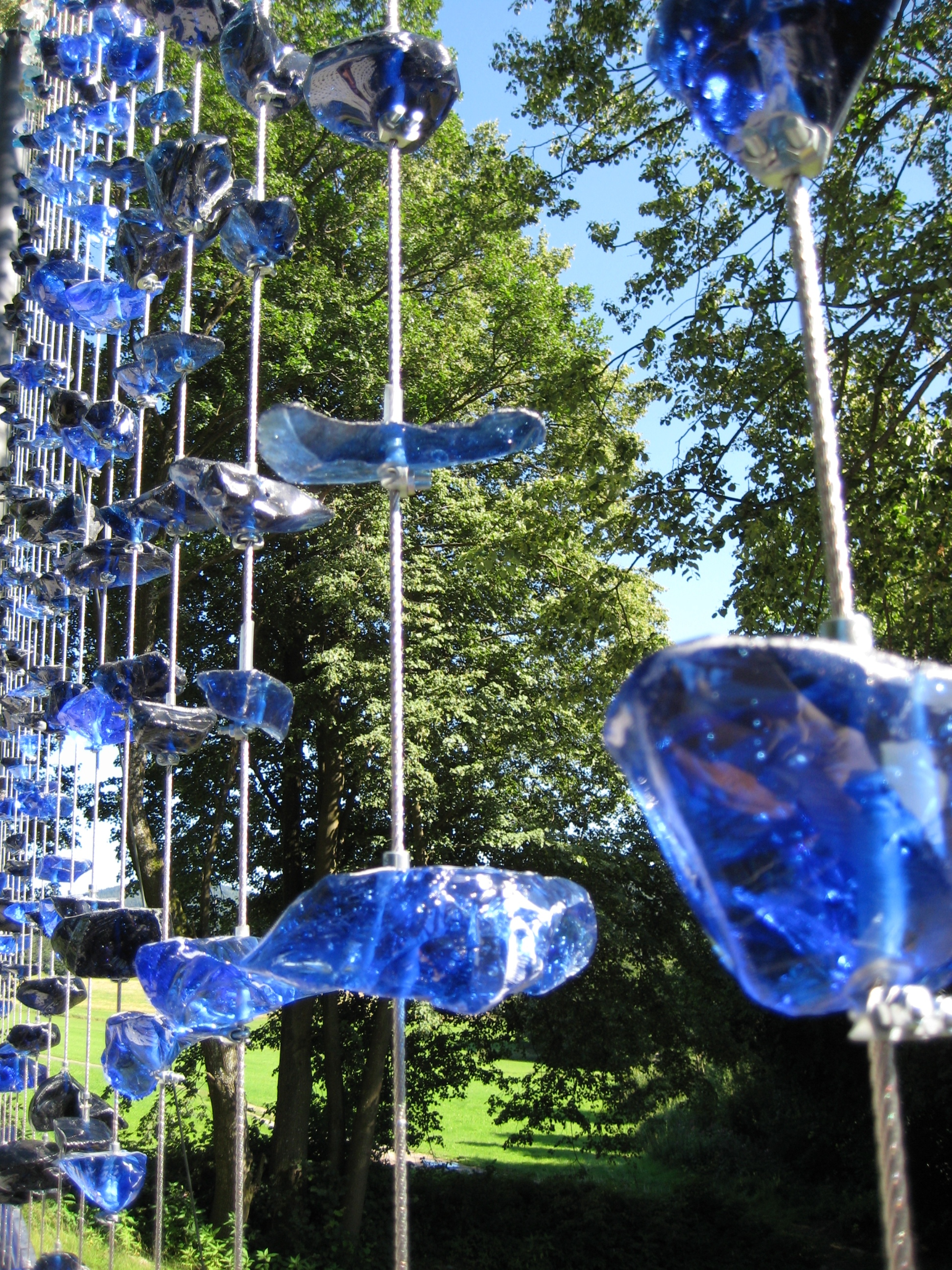

### المُدن
| اِسم المدِينة     | ٱلِٱسم بالأَلمانِيَّة              | عَدد السُكَّان | المِساحَة (كم²) |
| --------------- | ----------------------------- | ---------- | ------------- |
| مدِينة فرايونغٌ   | Stadt Freyung                 | 7٬305      | 49            |
| مدِينة غرافنآو   | (Stadt Grafenau (Niederbayern | 8٬276      | 64            |
| مدِينة ڤالدكيرشِن | Stadt Waldkirchen             | 10٬384     | 80            |

### الأَسوَاق
| اِسم السُّوق      | ٱلِٱسم بالأَلمانِيَّة               | عَدد السُكَّان | المِساحَة (كم²) |
| -------------- | ------------------------------ | ---------- | ------------- |
| سُوق بِيرليسرُويت | Markt Perlesreut               | 2٬866      | 29            |
| سُوق رُوهرنبَاخ   | Markt Röhrnbach                | 4٬349      | 41            |
| سُوق شُونبِيرغ    | (Markt Schönberg (Niederbayern | 3٬818      | 32            |

### البلدَات
| اِسم البلدَة                  | ٱلِٱسم بالأَلمانِيَّة                 | عَدد السُكَّان | المِساحَة (كم²) |
| --------------------------- | -------------------------------- | ---------- | ------------- |
| بَلْدَة إِبينشلاغ               | Gemeinde Eppenschlag             | 976        | 17            |
| بَلْدَة فُورسِتِينيِك              | Gemeinde Fürsteneck              | 1٬042      | 10            |
| بَلْدَة جرَاينِت                 | Gemeinde Grainet                 | 2٬402      | 36            |
| بَلْدَة هايدمُوله               | Gemeinde Haidmühle               | 1٬353      | 21            |
| بَلْدَة هيِنتِيرشميِدينغٌ          | Gemeinde Hinterschmiding         | 2٬433      | 21            |
| بَلْدَة هُوهينآو                | (Gemeinde Hohenau (Niederbayern  | 3٬300      | 43            |
| بَلْدَة إِنيرنزِل                | Gemeinde Innernzell              | 1٬550      | 22            |
| بَلْدَة يانديلسبغُون            | Gemeinde Jandelsbrunn            | 3٬307      | 43            |
| بَلْدَة ماوت                   | Gemeinde Mauth                   | 2٬275      | 29            |
| بَلْدَة نُويِغايشينآو            | Gemeinde Neureichenau            | 4٬390      | 47            |
| بَلْدَة نُويِشونآو               | Gemeinde Neuschönau              | 2٬215      | 27            |
| بَلْدَة ڤيليبسغويت             | Gemeinde Philippsreut            | 623        | 10            |
| بَلْدَة رِينغيلآي               | Gemeinde Ringelai                | 1٬886      | 17            |
| بَلْدَة زالدنبُورَغٌ              | Gemeinde Saldenburg              | 1٬945      | 28            |
| بَلْدَة زانكت أُوسڤيلِد-ريدلهوتي | Gemeinde Sankt Oswald-Riedlhütte | 2٬919      | 41            |
| بَلْدَة شُوڤِيغٌ                  | Gemeinde Schöfweg                | 1٬290      | 19            |
| بَلْدَة شبِيغيلآو               | Gemeinde Spiegelau               | 3٬863      | 47            |
| بَلْدَة تُورمَآنسبَانغٌ            | Gemeinde Thurmansbang            | 2٬428      | 32            |
| بَلْدَة زِينتنغٌ                 | Gemeinde Zenting                 | 1٬162      | 22            |

## وصلات خارجية
- الصّفحة الرّسميّة لِمِنطَقَة فُريونغ - غرافنآو (باللُّغَةُ الألمانِيّة، والتِّشِيكيَة).